# Németi Irén
Németi Irén, született Rosenzweig Irén (Nyíracsád, 1919. augusztus 8. – 2018. június 5.) magyar újságíró, főszerkesztő.

## Életútja
Apja Rosenzweig János, anyja Schwarz Berta volt. 1939-ben a debreceni Női Felsőkereskedelmi Iskolában végzett. 1940 és 1944 között az SZDP debreceni szervezetének tisztviselője volt. 1944. február 5-én letartoztatták és júniusban Auschwitzba deportálták. 1945 februárjában Drezdába szállították volna tovább, de útközben megszökött. Elfogták és Theresienstadtba került, ahonnan 1945. május 5-én szabadult. 1945. június 10-én tért haza Debrecenbe, ahol még ebben a hónapban házasságot kötött Németi Józseffel. Az MKP, majd az MDP tagjaként a nőmozgalomban dolgozott, majd történelmet oktatott pártiskolákban. 1955-től a budapesti pártközpontban tevékenykedett. 1957-ben kinevezték a Nők Lapja főszerkesztő-helyettesének, majd 1959 tavaszától a lap főszerkesztője lett közel harminc éven át. 1987. július 1-én nyugdíjazták.
1957 és 1989 között az MSZMP, 1989-től az MSZP tagja volt. 1957-től a MÚOSZ tagja volt.

## Művei
- A Nők lapja évkönyve; szerk. Németi Irén; Hírlapkiadó, Bp., 1963-1989
- Nők lapja magazin. A Nők lapja alkalmi kiadványa; szerk. Németi Irén; Hírlapkiadó, Bp., 1976-1989
- Asszony a világ fölött. Novellák; vál., szerk. Németi Irén; Kossuth–MNOT, Bp., 1986
- Egy milliomos emlékiratai. A Nők Lapja főszerkesztője voltam; Gasteria, Bp., 1996

## Díjai
- Rózsa Ferenc-díj (1972)
- Aranytoll (1994)